# 自然の森M.G.ユースホステル
自然の森M.G.ユースホステル（しぜんのもりエム.ジー.ユースホステル）は、広島県の府中市矢野にあるユースホステル。広島県内に初めてオープンした民営のユースホステル。

## 歴史
上下町出身の森岡まさ子（1910年3月20日 - 2008年5月13日）が夫と1959年に開設した。森岡は女学校卒業後、大阪の大丸デパートで勤務し、1931年に新聞記者をしていた夫と結婚した。夫は翌年新聞記者を辞め、行楽情報誌『モダン・ガイド』の刊行を始めた。1943年11月に夫の郷里甲奴村に疎開した。夫は1945年8月3日に召集され、6日に広島の兵舎で被爆した。
雑誌で「原爆症にラジウム温泉が効く」という記事を見て、1952年3月に上下町の矢野温泉に転居、土産物屋を開店したが、店の運営はもっぱらまさ子が行なっていた。夫は日本中を旅行して歩き、当時建ち始めたユースホステルにも宿泊した。夫婦に子はおらず、ユースを開いて若者を育てよう、と1959年に夫が言い出し、四畳半の離れを宿泊所として夫婦が開設したのがM.G.ユースホステルである。M.G.とは、夫が発行していた行楽情報誌『モダン・ガイド』に由来する。
森岡まさ子はペアレントとしてホステラーに慕われるようになり、暴走族に入り不登校になった高校生が3週間滞在して明るさを取り戻したこともあった。2008年に98歳で死去した。葬儀には利用者500人が参列した。

## 設備
内湯のみだが矢野温泉の湯を使用している。
- ゲストルーム
- 駐車場・駐輪場
- 会議室
- 洗濯機

## アクセス
- 福塩線備後矢野駅下車 徒歩30分 または備後矢野駅からバスで矢野温泉行5分終点下車 徒歩3分